# Liceo scientifico Alfredo Oriani
Il liceo scientifico statale Alfredo Oriani è una scuola secondaria di secondo grado di Ravenna. Si è classificata tra le migliori scuole secondarie della regione Emilia-Romagna, ottenendo la settima posizione.

## Storia

### Gli anni Venti e Trenta
Inaugurato l'8 novembre 1923 in seguito alla riforma Gentile, il Liceo viene intitolato ad Alfredo Oriani per scelta del Consiglio Provinciale. A convincere le autorità a rendere statale l'istituto è invece la promozione "con molto onore" dei primi alunni del Liceo, di cui otto frequentanti la classe seconda e quattro la terza. L'edificio del reale Istituto Magistrale fornisce al professore Umberto Brauzzi, che per secondo ricopre il ruolo di preside, le aule necessarie per cominciare le attività di insegnamento. In questi anni, la storia dell'istituto è caratterizzata da influenze fasciste (i docenti erano chiamati a parlare di autarchia due minuti a settimana) e da una ricerca di autonomia dal Liceo Classico e dall'Istituto Tecnico, che minacciano l'individualità di questo nuovo liceo.
Nell'aprile 1926, ha luogo la cerimonia della consegna della bandiera (consacrata dall'arcivescovo Paolino Tribbioli) da parte dell'Associazione nazionale combattenti e reduci.
Verso la fine degli anni Trenta, il Liceo comincia a usare la radio come strumento didattico: grazie a essa, diviene possibile ascoltare concerti musicali e lezioni durante la mattinata. Con la presidenza del professore Torre, inoltre, vengono introdotte (controcorrente) gite unificate per le studentesse femmine e gli studenti maschi.

### Gli anni Quaranta e Cinquanta
Negli anni Quaranta, le bombe della Seconda guerra mondiale danneggiano gravemente l'edificio del Liceo: per questo motivo, l'anno scolastico 1943-1944 viene chiuso nel mese di aprile, e gli esami di maturità anticipati. Nel giorno di Sant'Apollinare di questo stesso anno, rimane vittima delle bombe Cesare Baldisserri, bidello storico per il corpo studentesco; il 25 agosto, muore invece un giovane docente di lettere dell'istituto, Mario Montanari. I turni di ronda di bidelli, docenti e preside permisero comunque di salvare la maggior parte dell'apparecchiatura scientifica, oltre che l'enciclopedia Treccani della scuola. In seguito alla liberazione di Ravenna, le lezioni riprendono nel mese di aprile del 1945: tutto il programma scolastico viene quindi svolto in sei mesi.
Con l'apertura dell'anno scolastico 1951-1952, viene ufficialmente inaugurata una sede in via Cesare Battisti (già usata per le lezioni dal gennaio dello stesso anno), in concordanza con i nuovi canoni della didattica del periodo: dieci aule per le classi (divise nella sezione A e nella sezione B), laboratori a tribuna di fisica e scienze, un'aula di disegno, un bar, una biblioteca e una palestra separata dal resto dell'edificio.

### Gli anni Sessanta e Settanta
Il 15 febbraio 1961, il Liceo organizza una gita nelle Marche per osservare meglio l'eclissi totale di Sole prevista per quella giornata; alla fine dello stesso anno, viene invece organizzata la partecipazione a una manifestazione in occasione dell'eccidio di Kindu.
In seguito ai problemi di sovraffollamento, nel 1963 vengono provvisoriamente utilizzati per le lezioni della sezione C dei locali comunali in via Romolo Gessi.
Con il rapporto Terry, per la prima volta nella storia del Liceo viene vietato agli studenti di fumare sia nei corridoi che nel cortile. Gli alunni si ritrovano così costretti a ripiegare sui bagni dedicati al corpo studentesco.

## Didattica
(Graffito su un muro del liceo scientifico Alfredo Oriani)
I programmi del Liceo si presentano come tradizionalisti fin dalla sua fondazione; è solo dall'inizio degli anni Sessanta che nascono nuove forme di didattica. Ancora in questo periodo, inoltre, la discussione intorno all'effettiva utilità del liceo scientifico non è ancora giunta a termine, e non sono poche le critiche ad alcune scelte "drastiche" della riforma Gentile, fra cui la soppressione dell'insegnamento della logica e della filosofia della scienza. Fondamentali per il Liceo nella ricerca di una connotazione scientifica per in più per i propri studi sono le risorse del Physical Science Study Committee e i suoi corsi pilota.
Negli anni Settanta viene introdotto, durante le ore di Fisica, l'insegnamento della teoria della relatività ristretta. Sempre in questi anni, sono istituiti corsi sperimentali: una sezione fisico-matematica (di una classe) e una chimico-biologica (di tre classi).
Nel luglio dell'anno 1981, il professor Spadoni viene nominato dal Ministero della pubblica istruzione rappresentante della nazionale italiana alle "olimpiadi della fisica" che si sarebbero tenute a Varna.
Dal 1986, con l'avvento dei computer fra le mura scolastiche della sede e della succursale, viene avviato un corso sperimentale di informatica: la quasi totalità degli insegnanti di matematica del liceo è chiamata a frequentare un corso di aggiornamento sulla disciplina a Ferrara.

## Strutture
Considerando sia la sede in via Cesare Battisti che quella in via Guglielmo Marconi, la scuola dispone di:
- cinque laboratori di fisica;
- cinque laboratori di informatica;
- due palestre;
- una palestra per lo yoga;
- un'aula magna;
- una biblioteca scolastica;
- una sala lettura;
- un laboratorio di scienze;
- un laboratorio dedicato alle discipline legate all'area umanistica;
- quarantasette aule dotate di lavagne interattive multimediali.

## Iniziative dell'istituto

### La stampa studentesca
I primi esemplari di giornalini degli studenti risalgono agli anni Cinquanta: sono La fronda (1952), la cui tiratura era limitata al Liceo, e Vita studentesca (1955), che era invece dedicato a tutti gli studenti del ravennate. Il record di continuità va comunque al Picchio studentesco (1960), la cui storia editoriale durò sei anni.
A partire dal novembre 2016, l'attuale giornalino scolastico del Liceo è stato redatto con frequenza semestrale (e quindi pubblicato nei mesi di aprile e di novembre di ogni anno). Il titolo della testata è Orizzonte degli Eventi, e tutti i numeri precedenti sono stati resi disponibili sulla pagina web dell'istituto.

### Musei didattici dell'istituto
All'interno del Liceo sono presenti percorsi museali di fisica e biologia per vetrine tematiche. Ciascun percorso dispone di una propria pagina web.